# Daisy-Geysir

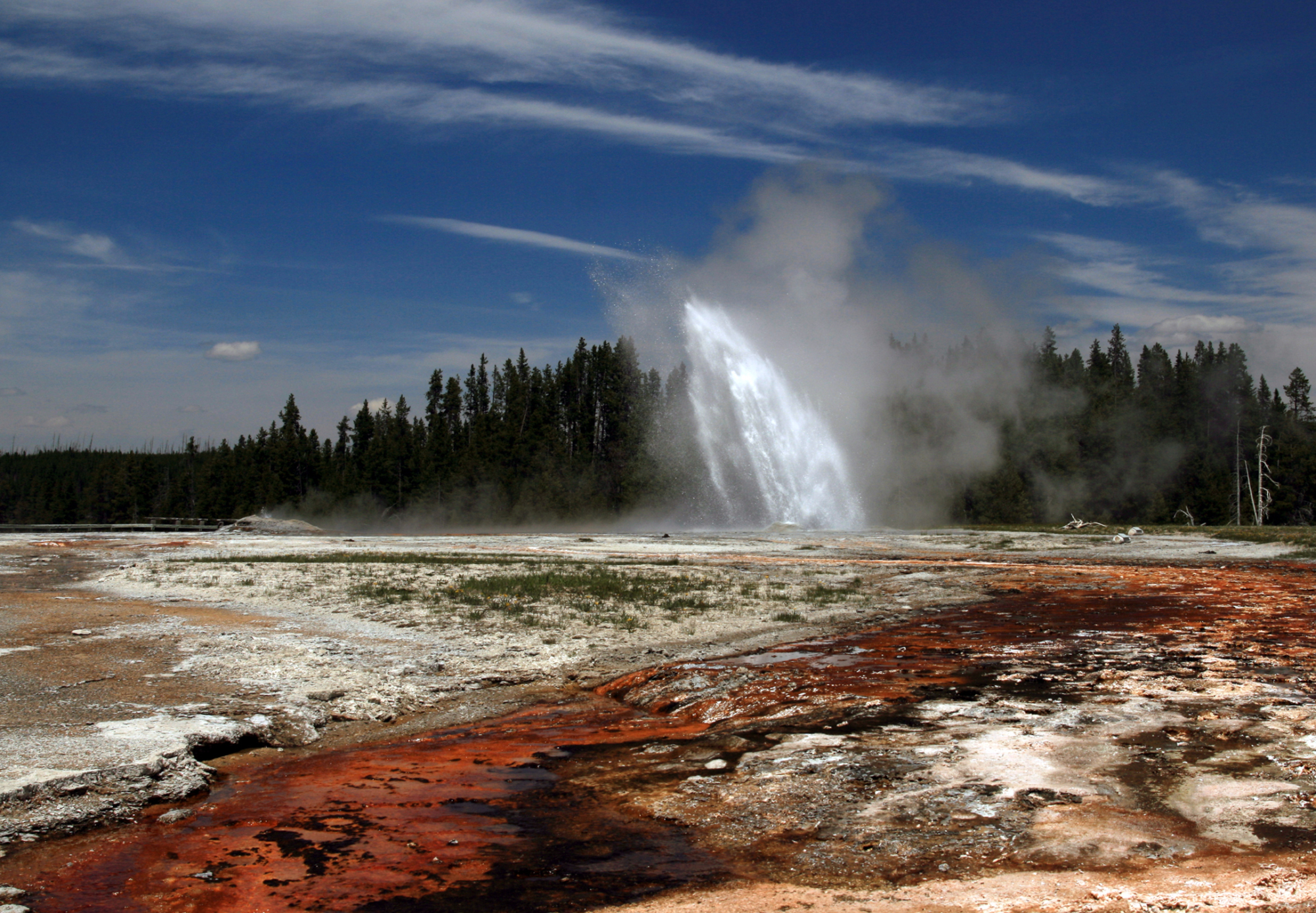
Der Daisy-Geysir während eines Ausbruchs

Der Daisy-Geysir ist ein Geysir im oberen Geysir-Becken des Yellowstone-Nationalparks in den USA. Er ist Teil des Thermalkomplexes Daisy-Gruppe.
Eine durchschnittliche Eruption des Daisy-Geysirs dauert 3 bis 4 Minuten. Dabei kann die Eruption eine Höhe von bis zu 23 m erreichen. Die Ausbrüche finden alle 120 bis 200 Minuten statt. Die Gleichmäßigkeit des Eruptionsintervalls ist abhängig von der Aktivität des Splendid-Geysirs. Ist dieser inaktiv, sind die Ausbrüche des Daisy-Geysirs sehr vorhersagbar, andernfalls beeinflussen sich die Ausbrüche der beiden Geysire gegenseitig.
In der Folge des Denali-Erdbebens vom 2. November 2002 sank der zeitliche Abstand zwischen zwei Ausbrüchen schlagartig deutlich. Es wird vermutet, dass entweder das Erdbeben in Alaska unmittelbar oder lokale kleinere Nachbeben hierbei einen Einfluss hatten. Im Laufe der Zeit glich sich der Intervall wieder dem langfristigen Trend an.